# Ottone in villa
Ottone in villa (RV 729) – opera w trzech aktach autorstwa Antonia Vivaldiego do libretta Domenica Lalliego (prawdziwe nazwisko – Nicolò Sebastiano Biancardi). Była to pierwsza opera Vivaldiego, napisał ją w wieku 35 lat. Premiera miała miejsce 17 maja 1713 w Teatro delle Grazie w Vicenzy.
Ottone in villa jest adaptacją libretta Francesco Marii Piccioliego do opery Messalina (1679) Carla Pallavicino. Lalli wprowadził kilka zmian: Messalina została Cleonillą, zamiast Klaudiusza wprowadził innego rzymskiego cesarza – Otona (który był także protagonistą w L'incoronazione di Poppea (1642) Monteverdiego oraz Agrippinie (1709) Händla). W oryginalnej wersji libretta znajduje się 65 arii, podczas gdy w wersji Lalliego jest ich tylko 28.
W operze dominują arie, nie ma ani jednego duetu, jedynie w finale pojawia się zespół w którym śpiewają wszyscy soliści.
Polska premiera miała miejsce 19 maja 2010 w Teatrze im. Juliusza Słowackiego w Krakowie w ramach cyklu Opera Rara. Z udziałem orkiestry Il Giardino Armonico pod dyrekcją Giovanniego Antoniniego wystąpili wtedy Sonia Prina, Topi Lehtipuu, Roberta Invernizzi, Verónica Cangemi i Julija Leżniewa.

## Role
| Rola             | Głos     | Obsada premierowa               |
| ---------------- | -------- | ------------------------------- |
| Cleonilla        | sopran   | Anna Maria Giusti "La Romanina" |
| Ottone           | kontralt | Diana Vico                      |
| Caio             | sopran   | Bartolomeo Bartoli              |
| Decio            | tenor    | Gaetano Mossi                   |
| Tullia / Ostilio | sopran   | Margherita Fazzoli              |

## Treść

### Akt I
Akcja opery rozgrywa się w cesarskiej willi, gdzie kochanka cesarza Ottona – Cleonilla, uwodzi młodego pazia – Ostillo. W Cleonilli kocha się młody Rzymianin – Caio, który dla Cleonilli zrezygnował ze swojej dawnej narzeczonej – Tulii. Nikt nie spodziewa się, że Ostillo jest w rzeczywistości przebraną Tulią, która przybyła, aby odzyskać swojego ukochanego. Po tym, jak się dowiaduje, że Caio nic już do niej czuje, postanawia się zemścić. Cleonilla romansuje z Ostillo, któremu wyrzuty czyni Caio. Tymczasem do willi przybywa Decio, powiernik cesarza, który wzywa cesarza do powrotu. Ottone jednak nie chce o tym słyszeć, pragnąc jak najdłużej pozostać ze swoją ukochaną Cleonillą.

### Akt II
Decio przestrzega Ottona, że Rzymowi nie podoba się jego związek z Cleonillą. Czyni również wyrzuty Caiowi, że ośmielił się rywalizować z cesarzem o miłość Cleonilli. Caio zdaje sobie sprawę, że Cleonilla tak naprawdę kocha tylko Ostillo. Próbuje jeszcze raz wpłynąć na Cleonillę, na odejściu wręcza jej list miłosny, który przechwytuje Ottone. Cesarz dostrzega w końcu, że Cleonilla tak naprawdę nim manipuluje. Jednak Cleonilla po raz wtóry oszukuje cesarza, wmawiając mu, że list od Caia był zaadresowany do jego dawnej miłości – Tulii. Postanawia również napisać list do niej, żeby przekonać ją do pogodzenia się z Caiem. Ottone rozmawia z Caiem, który przerażony myśli, że cesarz odkrył jego miłość do Cleonilli. Zaskoczony orientuje się, że cesarz miał na myśli Tulię.

### Akt III
Decio po raz wtóry namawia cesarza do powrotu do Rzymu, ten jednak odmawia. Cleonilla ostatecznie odrzuca względy Caia. Spotyka się z Ostillo, dochodzi do sceny miłosnej, którą widzi z ukrycia Caio. Nie mogąc znieść tego widoku, rzuca się ze sztyletem ma Ostillo, którego broni Cleonilla. Caio oskarża Cleonillę o zdradę cesarza, ten, rozwścieczony, widzi niewierność swej kochanki. Ostillo wyznaje, że jest przebraną Tulią. Cleonilla oddycha z ulgą, cesarz po raz kolejny przeprasza kochankę, a Tullia i Caio łączą się ponownie.

## Libretto
| Scena 1 Recitativo: Nacqui a gran sorte, oh Cieli Cleonilla Aria: Quanto m'alletta la fresca erbetta Cleonilla Scena 2 Rec: Caio... Cleonilla qui sola? Cleonilla, Caio Aria: Sole del'occhi miei Cleonilla Rec: Ma Cesare qui vien Caio, Cleonilla Scena 3 Rec: Cleonilla a te vengo Ottone, Cleonilla, Caio Aria: Caro bene Cleonilla Scena 4 Rec: Piú fida amante Ottone, Caio Aria: Par tormento, ed è piacer Ottone Scena 5 Rec: Quanto di Donna amante Caio, Tullia Aria: Chi seguir vuol la costanza Caio Scena 6 Rec: Ah! Traditor t'intendo Tullia Aria: Con l'amor di Donna amante Tullia Scena 7 Rec: Quanto m;alletti, o Cara Ottone, Cleonilla, Decio Aria: Frema pur, si lagni Roma Ottone Scena 8 Rec: Grande ho, Decio, il desio Cleonilla, Decio, Tullia Aria: Il tuo pensiero è lusinghiero Decio Scena 9 Rec: Porgini il manto, o Caro Cleonilla, Tullia Aria: Che fè, che amor per te Cleonilla Scena 10 Rec: E Caio aborriró per fin ch'io viva? Caio, Tullia Aria: Sí, sí, deggio partir Tullia Scena 11 Rec: E Caio aborriró per fin ch'io viva? Caio Aria: Gelosia, tu già rendi l'almia mia Caio |  | Scena 1 Rec: Spinto, Signor son'io Decio, Ottone Aria: Come l'onda Ottone Scena 2 Rec: A Cesare traditio io dir non volli Deccio, Caio Aria: Che giova it trono al Re Decio Scena 3 Rec: Parli Decio che vuol Caio, Tullia Aria: L'ombre, l'aure, e ancora il rio Caio, Tullia Scena 4 Rec: Qual duolo, o Caio Caio, Tullia Aria: Su gl'occhi del tuo ben Caio Scena 5 Rec: Disperato è l'infido Tullia Aria: Due tiranni ho nel mio core Tullia Scena 6 Rec: Felice è il volto mio Cleonilla, Caio Aria: Leggi almeno, tiranna infedele Caio Scena 7 Rec: Che mai scrisse qui Caio? Cleonilla, Ottone Aria: Tu vedrai, s'io ti mancai Cleonilla Scena 8 Rec: Cesare io già prevedo Decio, Ottone, Cleonilla Aria: Povera fedeltà Cleonilla Scena 9 Rec: Ah Decio, i tuoi ricordi Ottone, Decio Aria: Ben tal'or favella il Cielo Decio Scena 10 Rec: Oh! Qual error fec'io Ottone, Caio Aria: Compatisco il tuo fiero tormento Ottone Scena 11 Rec: Quanto Cleonilla è scaltra Caio Aria: Io sembro appunto quel augelletto Caio Scena 12 Rec: Ah, che non vuol sentirmi Tullia Aria: Misero spirto mio Tullia |  | Scena 1 Rec: Signor... Lasciami in pace Decio, Ottone Aria: Tutto sprezzo, e Trono e Impero Ottone Scena 2 Rec: Già d'Ottone preveggo Decio Aria: L'esser amante colpa non è Decio Scena 3 Rec: Cerchi in van ch'io t'ascolti Cleonilla, Caio Aria: Per te non ho piú amor Cleonilla Scena 4 Rec: Cleonilla Tullia, Caio, Cleonilla Aria: Guarda in quest'occhi, e senti Caio Scena 5 Rec: Quanto ha di vago Amor Cleonilla, Tullia Aria: Che bel contento io sento Tullia Scena 6 Rec: Piú soffrir non poss'io Caio, Cleonilla, Tullia Scena 7 Rec: Caio infierito Ottone, Decio, Cleonilla, Caio, Tullia Scena 8 Coro: Grande è il contento |